# Fernando Masone
Fernando Masone (* 6. April 1936 in Pesco Sannita; † 1. Juli 2003 in Rom) war von 1994 bis 2000 der italienische Polizeichef und damit Leiter der Polizia di Stato. Anschließend wurde er noch Koordinator der italienischen Nachrichtendienste.

## Leben
Nach einem Studium der Rechtswissenschaften trat Fernando Masone 1963 in die Staatspolizei ein und arbeitete als Vizekommissar zunächst in einer Polizeidienststelle in Campobasso. Von 1973 bis 1979 leitete er die mobile Kriminalpolizeieinheit (squadra mobile) des Polizeipräsidiums Rom (questura), in der er seit 1964 tätig gewesen war. 1979 wurde Masone Leiter der regionalen Kriminalpolizeidirektion Latium. Ab 1988 führte er die Polizeipräsidien in Caserta, Palermo und Rom. Am 27. August 1994 wurde er zum Leiter der Staatspolizei ernannt. Unter seiner Führung erzielte die Staatspolizei etliche Erfolge gegen die Organisierte Kriminalität auf Sizilien und in Apulien.
Am 31. Mai 2000 löste ihn Giovanni De Gennaro als italienischen Polizeichef ab. Masone wurde anschließend Leiter des CESIS, einer Abteilung im Ministerratspräsidium, die für die Koordinierung der italienischen Nachrichtendienste zuständig war. Masone starb im Sommer 2003 nach langer Krankheit im Alter von 67 Jahren.